# Maclaurin (cráter)

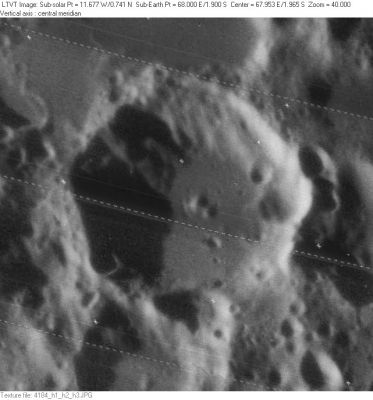
Fotografía de la misión Lunar Orbiter 4

Maclaurin es un cráter de impacto que se encuentra en la parte oriental de la cara visible de la Luna. Se encuentra justo al sureste del pequeño Mare Spumans, y al noreste del prominente cráter Langrenus. Al este-sureste se halla Gilbert.
El borde de este cráter es quizás inusual por el número de cráteres menores unidos a su exterior. En el borde norte se encuentran el Maclaurin O (inundado de lava) y Maclaurin K. También se localizan cráteres satélite en las murallas noreste, oriental y meridional. Los únicos tramos abiertos del borde están en el lado occidental, y un breve tramo al sureste. Los tres cráteres en el borde sur, que incluyen a Maclaurin A y Maclaurin N, se han introducido en la formación lo suficiente como para comprimir y aplanar ligeramente ese extremo del cráter, pero en general conserva una forma generalmente circular.
Las paredes internas presentan una pendiente suavemente descendente que se extiende hacia una sección media aplanada. La parte media del suelo interior ha sido reconstituida posiblemente por la lava basáltica, dejando una zona de albedo inferior con un matiz ligeramente oscurecido. En el punto medio del interior del cráter aparece una cresta central de poca altura.

## Cráteres satélite
Por convención estos elementos son identificados en los mapas lunares poniendo la letra en el lado del punto medio del cráter que está más cercano a Maclaurin.
|           | \| Maclaurin \| Coordenadas \| Diámetro \| \| --------- \| --------------------------- \| -------- \| \| A \| 3°00′S 67°36′E / -3.0, 67.6 \| 29 km \| \| B \| 3°36′S 71°24′E / -3.6, 71.4 \| 43 km \| \| C \| 1°06′S 69°36′E / -1.1, 69.6 \| 26 km \| \| D \| 7°06′S 69°54′E / -7.1, 69.9 \| 10 km \| \| E \| 3°30′S 65°42′E / -3.5, 65.7 \| 20 km \| \| G \| 7°00′S 66°54′E / -7.0, 66.9 \| 12 km \| \| H \| 1°36′S 64°06′E / -1.6, 64.1 \| 41 km \| \| J \| 2°12′S 69°24′E / -2.2, 69.4 \| 16 km \| \| K \| 0°54′S 66°54′E / -0.9, 66.9 \| 34 km \| \| L \| 1°24′S 71°42′E / -1.4, 71.7 \| 30 km \| \| M \| 4°48′S 69°24′E / -4.8, 69.4 \| 42 km \| \| N \| 3°48′S 68°24′E / -3.8, 68.4 \| 29 km \| \| O \| 0°18′S 67°54′E / -0.3, 67.9 \| 37 km \| \| P \| 6°00′S 69°24′E / -6.0, 69.4 \| 29 km \| \| T \| 1°48′S 65°24′E / -1.8, 65.4 \| 35 km \| \| U \| 3°54′S 66°12′E / -3.9, 66.2 \| 19 km \| \| W \| 0°30′N 68°06′E / 0.5, 68.1 \| 21 km \| \| X \| 0°06′S 68°42′E / -0.1, 68.7 \| 24 km \| |          |
| Maclaurin | Coordenadas | Diámetro |
| A         | 3°00′S 67°36′E / -3.0, 67.6 | 29 km    |
| B         | 3°36′S 71°24′E / -3.6, 71.4 | 43 km    |
| C         | 1°06′S 69°36′E / -1.1, 69.6 | 26 km    |
| D         | 7°06′S 69°54′E / -7.1, 69.9 | 10 km    |
| E         | 3°30′S 65°42′E / -3.5, 65.7 | 20 km    |
| G         | 7°00′S 66°54′E / -7.0, 66.9 | 12 km    |
| H         | 1°36′S 64°06′E / -1.6, 64.1 | 41 km    |
| J         | 2°12′S 69°24′E / -2.2, 69.4 | 16 km    |
| K         | 0°54′S 66°54′E / -0.9, 66.9 | 34 km    |
| L         | 1°24′S 71°42′E / -1.4, 71.7 | 30 km    |
| M         | 4°48′S 69°24′E / -4.8, 69.4 | 42 km    |
| N         | 3°48′S 68°24′E / -3.8, 68.4 | 29 km    |
| O         | 0°18′S 67°54′E / -0.3, 67.9 | 37 km    |
| P         | 6°00′S 69°24′E / -6.0, 69.4 | 29 km    |
| T         | 1°48′S 65°24′E / -1.8, 65.4 | 35 km    |
| U         | 3°54′S 66°12′E / -3.9, 66.2 | 19 km    |
| W         | 0°30′N 68°06′E / 0.5, 68.1 | 21 km    |
| X         | 0°06′S 68°42′E / -0.1, 68.7 | 24 km    |

Los siguientes cráteres han sido renombrados por el UAI.
- Maclaurin F - véase Von Behring
- Maclaurin R - véase Morley
- Maclaurin S - véase Hargreaves
- Maclaurin Y - véase Born